# Souad Hosni
Souad Hosni (arabe : سعاد محمد حسنى), née le 26 janvier 1943 au Caire, morte le 21 juin 2001 à Londres, est une actrice et chanteuse égyptienne.

## Biographie

### Carrière
Souad Hosni est issue d'un milieu populaire. son père , exerçait au Caire le métier de calligraphe. Elle débute au cinéma à l'âge de quinze ans en tenant le rôle principal dans une comédie musicale d'Henri Barakat intitulée Hassan et Naïma.

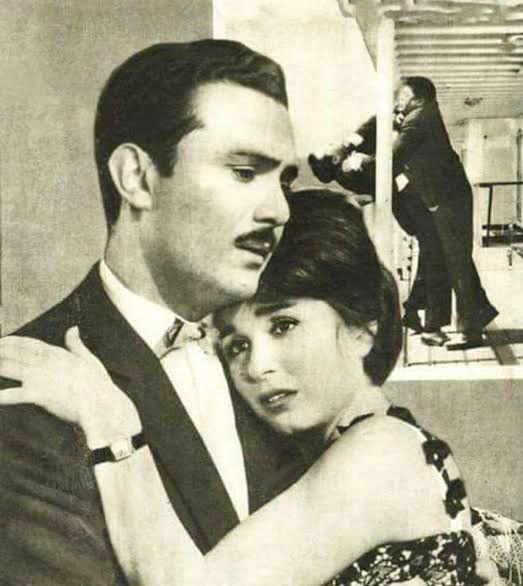
Souad Hosni avec Salah Zoulficar dans Le Rendez-vous dans la tour (1962).

Au début des années 1970, elle devient célèbre dans tout le monde arabe grâce à Méfie-toi de Zouzou, une comédie musicale du cinéaste Hassan Al Imam, dans laquelle elle interprète le rôle d'une universitaire militante,. Souad Hosni, surnommée la « Cendrillon de l'écran arabe », devient l'une des actrices emblématiques du cinéma égyptien et tourne une centaine de films en trente ans. Vivant à l'heure du nassérisme et du panarabisme laïque, elle était pour de nombreux Égyptiens et Arabes le symbole du changement et le visage de la modernité.

## Vie privée
Souad Hosni est la demi-sœur de la chanteuse Najet Essaghira (نجاة الصغيرة). L'actrice s'est mariée à plusieurs reprises, mais n'a pas eu d'enfants. Elle épouse le réalisateur Salah Karim en 1966, puis partage la vie d'Ali Badrakhan durant plus de dix ans. Elle se remarie avec l'écrivain Maher Awwad en 1984. Malgré une idylle de plusieurs années, le chanteur et acteur Abdel Halim Hafez refuse de l'épouser. Elle refuse, en effet, de renoncer à sa carrière d'actrice. 

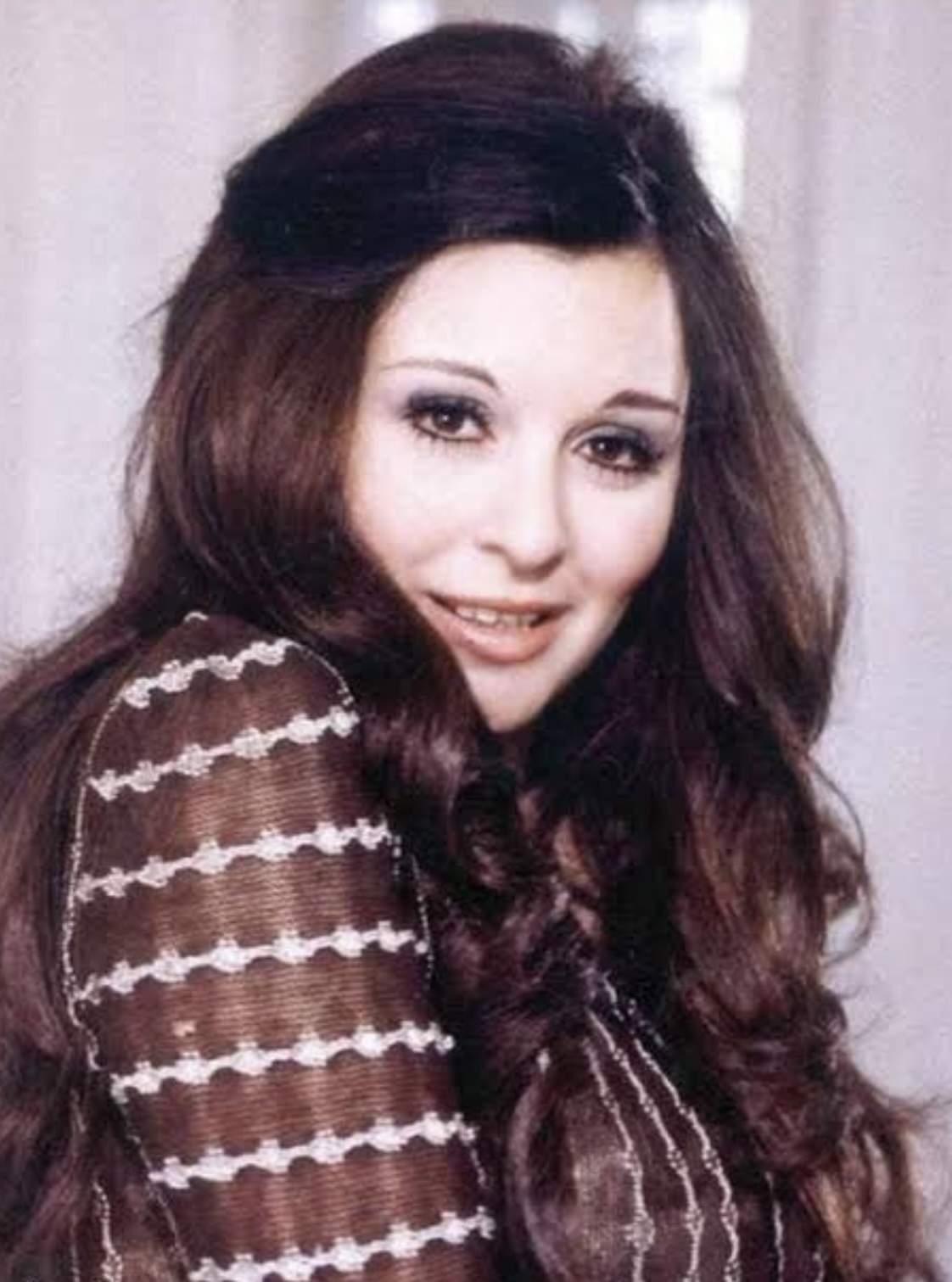
Souad Hosni

À partir de la fin des années 1990, l'actrice vit à Londres où elle est traitée pour des douleurs au dos,. Elle s'efforce également de soigner sa dépression. Le 21 juin 2001 (jour anniversaire de la naissance d'Abdel Halim Hafez), elle chute du sixième étage et se tue. La télévision égyptienne interrompt ses programmes pour annoncer sa mort. Des milliers d'Égyptiens assistent à ses funérailles. Même si la thèse du suicide est évoquée, les circonstances exactes de sa mort ne sont pas élucidées, et des rumeurs de meurtre commencent à circuler,. Sa sœur Janja est persuadée que des membres du gouvernement égyptien sont responsables de sa mort et dépose une plainte. En 2013, le juge chargé de l'affaire classe celle-ci, faute de preuves.

## Filmographie
- 1959 : Hassan et Naïma
- 1960 : L'Apprenti amoureux
- 1960 : Les Filles et l'été
- 1960 : Trois Hommes et une femme
- 1960 : Les Amours d'une femme

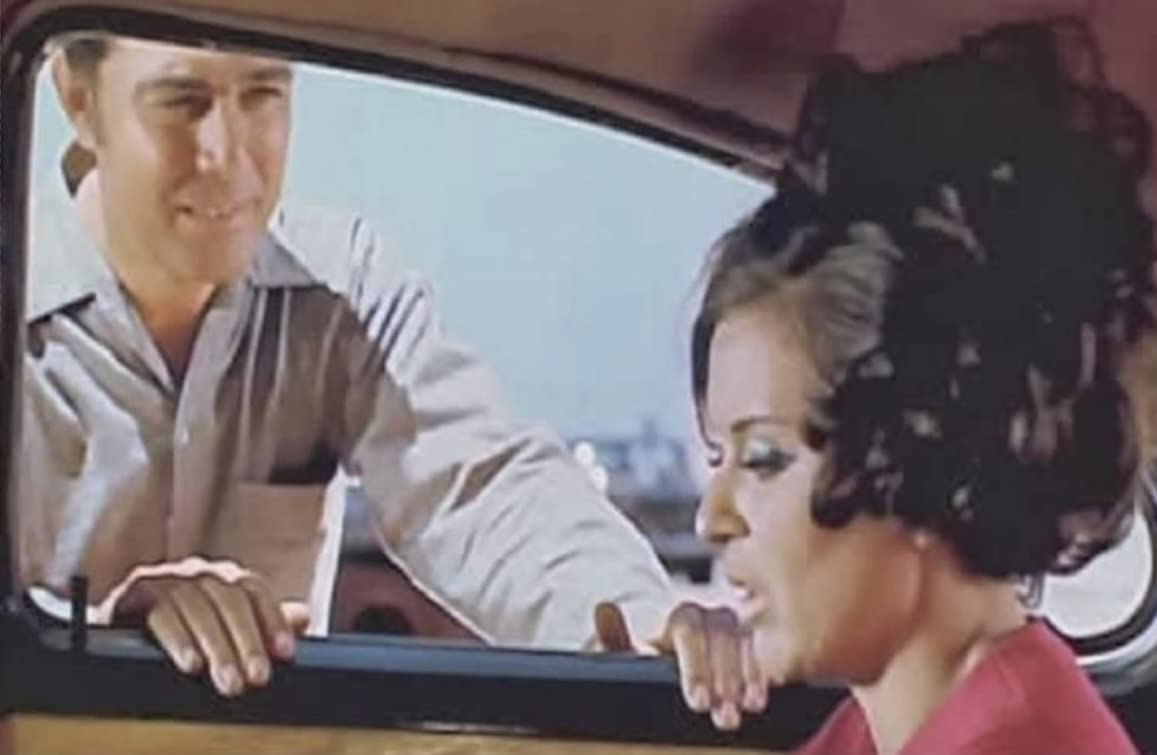
Souad Hosni avec Salah Zulfikar dans Ces gens du Nil (1972).

- 1960 : Pourquoi est-ce que je vis ?
- 1960 : Les Sept Filles
- 1960 : L'Argent et les femmes
- 1961 : L'Elixir de la vie H3
- 1961 : L'Ambassadrice Aziza
- 1961 : La Lumière tamisée
- 1961 : La Plus Chère à mon cœur
- 1961 : Impossibilité de s'entendre
- 1962 : Rendez-vous dans la tour
- 1962 : La Branche d'olivier
- 1962 : Les Trois Voyous
- 1962 : Sans rendez-vous
- 1962 : Lutte contre les anges
- 1963 : La Petite Magicienne
- 1963 : Le Secret de la fugitive
- 1963 : Turbulence de jeunes filles
- 1963 : Un crime amusant
- 1963 : La Famille de Zizi
- 1963 : Le fiancé arrive demain
- 1964 : Les Trois Célibataires
- 1964 : Les Deux Adolescents
- 1964 : Voie sans issue
- 1964 : L'Histoire d'un mariage
- 1964 : Le Jeu de l'amour et du mariage
- 1964 : Réservé aux hommes
- 1964 : Le Premier Amour
- 1965 : Trop jeune pour l'amour
- 1965 : Tous les trois l'aiment
- 1965 : Les Trois Aventuriers
- 1966 : Le Cavalier de Ben Hamdan
- 1966 : Lamentations d'amour
- 1966 : Le Caire trente
- 1966 : Les Enfants terribles
- 1966 : Son Excellence Monsieur l'Ambassadeur
- 1966 : La Nuit de noces
- 1967 : La Seconde Epouse
- 1967 : Histoire de trois jeunes filles
- 1967 : L'Appartement des étudiants
- 1967 : La Deuxième Rencontre
- 1967 : Jeunesse très folle
- 1968 : Un jour le Nil
- 1968 : Le Feu de l'amour
- 1968 : Mariage moderne
- 1968 : L'Elève et le professeur
- 1968 : Jolie et turbulente
- 1968 : Madame le Proviseur
- 1968 : Nadia
- 1968 : Eve et le singe
- 1968 : Papa veut qu'il en soit ainsi
- 1969 : Le Puits des privations
- 1969 : La Fille du music-hall
- 1969 : La Vedette de la représentation
- 1970 : L'Amour perdu
- 1970 : Crépuscule et aurore
- 1971 : Le Choix
- 1971 : Ma femme et le chien
- 1971 : La Peur
- 1972 : Occupe-toi de Zouzou
- 1972 : Cet amour de jadis
- 1972 : Ces gens du Nil
- 1973 : Etrangers
- 1974 : Princesse de mon amour
- 1975 : Sur qui tirons-nous ?
- 1975 : Karnak (El Karnak)
- 1977 : Femmes dans la ville
- 1978 : Chafika et Metwalli
- 1979 : La Sauvage Producteur
- 1980 : La Bataille d'El Kadissia
- 1981 : Les Gens de la haute
- 1981 : Rendez-vous à dîner
- 1981 : Le Suspect
- 1982 : Un étranger dans la maison
- 1983 : Afghanistan pourquoi ?
- 1983 : L'Amour en prison
- 1986 : La Faim
- 1986 : L'Oiseau d'Orient
- 1988 : La Troisième Classe
- 1991 : Le Berger et les femmes